# Boscoli
Boscoli is een Belgisch bier. Het wordt gebrouwen door Brouwerij Het Anker te Mechelen.

## Geschiedenis
In 2004 verscheen het bier onder de naam Anker Boscoulis. In 2009 werd het alcoholpercentage gewijzigd en eveneens de naam. Het werd toen Boscoli.

## De bieren
- Anker Boscoulis was een rood fruitbier van hoge gisting met een alcoholpercentage van 6,5% en een densiteit van 19° Plato.[2] Het werd gemaakt op basis van witbier, verrijkt met natuurlijk bosvruchtensap.
- Boscoli is een rood fruitbier van hoge gisting met een alcoholpercentage van 3,5%. Het heeft een densiteit van 12° Plato en wordt gemaakt op basis van witbier, verrijkt met natuurlijk vruchtensap.[3]